# 斯蒂芬·平克
斯蒂芬·亞瑟·平克（英語：Steven Arthur Pinker；1954年9月18日—），加拿大裔美国實驗心理學家、認知科學家和科普作家。平克廣泛宣傳演化心理學和心智計算理論的心態而聞名於世。1976年畢業於麥基爾大學，1979年穫哈佛大學博士學位，專攻實驗心理學。在史丹佛作完一年研究後，到麻省理工學院任教。
平克的學術專業是視覺認知及孩子的語言發展，他有名於把語言是一種「本能」或由自然選擇作生物適應形成這些主張普及。在這一點上，他反對喬姆斯基和其他視語言能力為其他修改產品的人。平克著有《語言本能》、《心智探奇》等。他的著作已經贏得了無數獎項，并且是《紐約時報》的暢銷書。

## 观点和争议

### 基因对人的塑造
平克在其著作《白板》中提出“人生来并非是一张白纸，基因和环境对人的塑造，比我们想象的重要得多”的观点，挑战了舆论的政治正确即“人人生而平等”、“不同种族之间不存在基因上的优劣和差异”。从2015年各时间到2020年乔治 弗洛伊德事件导致的骚乱中，平克发表了数条推特论及种族主义和暴力。其中6条推特颇有争议，遭到数百名学者联名要求美国语言学会撤销平克在此会的杰出学者身份，然而美国语言学会对此进行了回应，拒绝了公开信的要求，而且公開信的來源成謎。。
平克本人則將這些批評者稱為“言論警察”，“想盡辦法在我的文字中搜出冒犯性的詞句。”但該公開信對平克作出的種族相關的指控，在目前美國敏感的社會氛圍中，有著很大的影響力。《紐約時報》認為，“在學術界和出版界爆發的令人擔憂的文化鬥爭中，這封信又打響了一槍。”

## 著作

### 書籍
- Language Learnability and Language Development (1984)
- Visual Cognition (1985)
- Connections and Symbols (1988)
- Learnability and Cognition: The Acquisition of Argument Structure (1989)
- Lexical and Conceptual Semantics (1992)
- 《语言本能：探索人类语言进化的奥秘》The Language Instinct (1994)
- How the Mind Works (1997)
- Words and Rules: The Ingredients of Language (1999)
- 《白板：科学常识所揭示的人性奥秘》The Blank Slate: The Modern Denial of Human Nature (2002)
- The Best American Science and Nature Writing (editor and introduction author, 2004)
- Hotheads (an extract from How the Mind Works, 2005) ISBN 978-0-14-102238-3
- The Stuff of Thought: Language as a Window into Human Nature (2007)
- 《人性中的善良天使：暴力為什麼會減少》The Better Angels of Our Nature (2011)
- Language, Cognition, and Human Nature: Selected Articles (2013)
- The Sense of Style: The Thinking Person's Guide to Writing in the 21st Century (September 30, 2014)
- Enlightenment Now: The Case for Reason, Science, Humanism, and Progress (February 27. 2018)

### 文章及論文
- Selective compilation of articles and other works, hosted at Harvard faculty pages
- Pinker, S. . Science. 1991, 253 (5019): 530–535. PMID 1857983. doi:10.1126/science.1857983.
- Ullman, M.; Corkin, S.; Coppola, M.; Hickok, G.; Growdon, J. H.; Koroshetz, W. J.; Pinker, S. . Journal of Cognitive Neuroscience. 1997, 9: 289–299.
- Pinker, S. (2003) "Language as an adaptation to the cognitive niche" In M. Christiansen & S. Kirby (Eds.), Language evolution: States of the Art New York: Oxford University Press.
- Pinker, S. . Mind and Language. 2005, 20 (1): 1–24. doi:10.1111/j.0268-1064.2005.00274.x.
- Jackendoff, R.; Pinker, S. . Cognition. 2005, 97 (2): 211–225. doi:10.1016/j.cognition.2005.04.006.
- . Steven Pinker. July 15, 2007. （原始内容存档于2017-08-07）.
- Pinker, S. (2012). "The False Allure of Group Selection"（页面存档备份，存于）. Edge, Jun 19, 2012.
- Pinker, S. (2013). Science Is Not Your Enemy（页面存档备份，存于）. New Republic, Aug 6, 2013.
- Pinker, S. (2014). "The Trouble With Harvard: The Ivy League is broken and only standardized tests can fix it"（页面存档备份，存于）. New Republic, Sep 4, 2014.

## 其它事件
2019年香港反送中運動裏爆發了香港中文大學衝突，香港警察攻進了香港中文大學，史迪芬·平克參與了香港監察發起的學術界聯署，讉責香港警察的暴力行為，並促請香港政府捍衛學術自由以及成立獨立調查委員會。其它參與的知名學者包括諾姆·杭士基、齊澤克、扬尼斯·瓦鲁法基斯、羅拔·彼得·佐治和朱迪斯·巴特勒。

## 外部連結
- 官方网站
- C-SPAN內的頁面（英文）
- TED上的斯蒂芬·平克